# Listă de serii cu nouă filme
Aceasta este o listă de serii cu nouă filme.

Legenda:
- (A) – Serie de filme 100% animate
- (a) – Serie de filme care nu sunt 100% animate și conțin filme artistice ca sequel sau prequel
- (TV) – film de televiziune
- (V) – direct pe video
- (*) – serial TV atașat

## Serii
- Air Bud
  1. Air Bud (1997)
  2. Air Bud: Golden Receiver (1998) (V)
  3. Air Bud: World Pup (2000) (V)
  4. Air Bud: Seventh Inning Fetch (2002) (V)
  5. Air Bud Spikes Back (2003) (V)
  6. Air Buddies (2006) (V)
  7. Snow Buddies (2008) (V)
  8. Space Buddies (2009) (V)
  9. Santa Buddies (2009) (V)
- Angel Guts
  1. Angel Guts: High School Co-Ed (1978)
  2. Angel Guts: Red Classroom (1979)
  3. Angel Guts: Nami (1979)
  4. Angel Guts: Red Porno (1981)
  5. Angel Guts: Rouge (1984)
  6. Angel Guts: Red Rope - "Until I Expire" (1987)
  7. Angel Guts: Red Vertigo (1988)
  8. Angel Guts: Red Lightning (1994)
  9. Angel Guts: Night is Falling Again (1994)
- Batman (DC Animated Universe) *
  1. Batman: Mask of the Phantasm (1993)
  2. The Batman/Superman Movie (1997) (TV)
  3. Batman & Mr. Freeze: SubZero (1998) (V)
  4. Batman: Mystery of the Batwoman (2003) (V)
  5. Justice League: Secret Origins (2001) (TV)
  6. Justice League: The Darkest Time (2002) (TV)
  7. Justice League: Starcrossed (2004) (TV)
  8. Batman Beyond: The Movie (1999) (TV)
  9. Batman Beyond: Return of the Joker (2000) (V)
- Battles Without Honor and Humanity
  1. Battles Without Honor and Humanity (1973)
  2. Battles Without Honor and Humanity: Hiroshima Deathmatch (1973)
  3. Battles Without Honor and Humanity: Proxy War (1973)
  4. Battles Without Honor and Humanity: Police Tactics (1974)
  5. Battles Without Honor and Humanity: Final Episode (1974)
  6. New Battles Without Honor and Humanity (1974)
  7. New Battles Without Honor and Humanity: The Boss's Head (1975)
  8. New Battles Without Honor and Humanity: The Boss's Last Days (1976)
  9. Aftermath of Battles Without Honor and Humanity (1979)
- Beach Party
  1. Beach Party (1963)
  2. Muscle Beach Party (1964)
  3. Bikini Beach (1964)
  4. Pajama Party (1964)
  5. Beach Blanket Bingo (1965)
  6. Ski Party (1965)
  7. How to Stuff a Wild Bikini (1965)
  8. The Ghost in the Invisible Bikini (1966)
  9. Back to the Beach (1987)
- Bloodfist
  1. Bloodfist (1989)
  2. Bloodfist II (1990)
  3. Bloodfist III: Forced to Fight (1992)
  4. Bloodfist IV: Die Trying (1992)
  5. Bloodfist V: Human Target (1994)
  6. Bloodfist VI: Ground Zero (1995)
  7. Bloodfist VII: Manhunt (1995)
  8. Bloodfist VIII: Trained to Kill (1996)
  9. Bloodfist 2050 (2005) (TV)
- Cannon Movie Tales
  1. Snow White (1987)
  2. Beauty and the Beast (1987)
  3. Hansel and Gretel (1988)
  4. Puss in Boots (1988)
  5. Red Riding Hood (1989)
  6. Rumpelstiltskin (1987)
  7. Sleeping Beauty (1987)
  8. The Frog Prince (1986)
  9. The Emperor's New Clothes (1987)
- Chucklewood Critters *
  1. The Christmas Tree Train (1983) (TV)
  2. Which Witch is Which? (1984) (TV)
  3. The Turkey Caper (1985) (TV)
  4. A Chucklewood Easter (1986) (TV)
  5. The Adventure Machine (1991) (TV)
  6. What's Up Mom? (1992) (TV)
  7. Honeybunch (1992) (TV)
  8. 'Twas the Day Before Christmas (1993) (TV)
  9. School Daze (1994) (TV)
- Dracula (1958 series)
  1. Dracula (1958)
  2. The Brides of Dracula (1960)
  3. Dracula: Prince of Darkness (1966)
  4. Dracula Has Risen from the Grave (1968)
  5. Taste the Blood of Dracula (1969)
  6. Scars of Dracula (1970)
  7. Dracula AD 1972 (1972)
  8. The Satanic Rites of Dracula (1973)
  9. The Legend of the 7 Golden Vampires (1974)
- Detective Tex
  1. Circumstantial Evidence (1920)
  2. The Wall Street Mystery (1920)
  3. The Bromley Case (1920)
  4. The Trail of the Cigarette (1920)
  5. The Unseen Witness (1920)
  6. The Scrap of Paper (1920)
  7. The Sacred Ruby (1920)
  8. The Triple Clue (1920)
  9. The House of Mystery (1921)
- Dot
  1. Dot and the Kangaroo (1977)
  2. Around the World with Dot (1981)
  3. Dot and the Bunny (1984)
  4. Dot and the Koala (1985)
  5. Dot and Keeto (1986)
  6. Dot and the Whale (1986)
  7. Dot and the Smugglers (1987)
  8. Dot Goes to Hollywood (1987)
  9. Dot in Space (1994)
- Eskimo Limon
  1. Eskimo Limon (1978)
  2. Eskimo Limon 2: Yotzim Kavua (1979)
  3. Eskimo Limon 3: Shifshuf Naim (1981)
  4. Eskimo Limon 4: Sapiches (1982)
  5. Eskimo Limon 5: Roman Za'ir (1984)
  6. Eskimo Limon 6: Harimu Ogen (1985)
  7. Eskimo Limon 7: Ahava Tzeira (1987)
  8. Eskimo Limon 8: Summertime Blues (1988)
  9. Eskimo Limon 9: The Party Goes On (2001)
- Far til fire
  1. Far til fire (1953)
  2. Far til fire i sneen (1954)
  3. Far til fire på landet (1955)
  4. Far til fire i byen (1956)
  5. Far til fire og onkel Sofus (1957)
  6. Far til fire og ulveungerne (1958)
  7. Far til fire på Bornholm (1959)
  8. Far til fire med fuld musik (1961)
  9. Far til fire i højt humør (1971)
- Hart to Hart *
  1. Hart to Hart (1979) (TV) (Pilot of the TV series)
  2. Hart to Hart Returns (1993) (TV)
  3. Hart to Hart: Home Is Where the Hart Is (1994) (TV)
  4. Hart to Hart: Crimes of the Hart (1994) (TV)
  5. Hart to Hart: Old Friends Never Die (1994) (TV)
  6. Hart to Hart: Secrets of the Hart (1995) (TV)
  7. Hart to Hart: Two Harts in 3/4 Time (1995) (TV)
  8. Hart to Hart: Harts in High Season (1996) (TV)
  9. Hart to Hart: Till Death Do Us Hart (1996) (TV)

- Hellraiser
  1. Hellraiser (1987)
  2. Hellbound: Hellraiser II (1988)
  3. Hellraiser III: Hell on Earth (1992)
  4. Hellraiser: Bloodline (1996)
  5. Hellraiser: Inferno (2000) (V)
  6. Hellraiser: Hellseeker (2002) (V)
  7. Hellraiser: Deader (2005) (V)
  8. Hellraiser: Hellworld (2005) (V)
  9. Hellraiser: Revelations (2011) (V)
- Jane Doe
  1. Jane Doe: Vanishing Act (2005) (TV)
  2. Jane Doe: Now You See It, Now You Don't (2005) (TV)
  3. Jane Doe: Til Death Do Us Part (2005) (TV)
  4. Jane Doe: The Wrong Face (2005) (TV)
  5. Jane Doe: Yes, I Remember It Well (2006)(TV)
  6. Jane Doe: The Harder They Fall (2006) (TV)
  7. Jane Doe: Ties That Bind (2007) (TV)
  8. Jane Doe: How To Fire Your Boss (2007) (TV)
  9. Jane Doe: Eye of the Beholder (2008) (TV)
- Kinnikuman ** (A)
  1. Stolen Championship Belt (1984)
  2. Great Riot! Justice Superman (1984)
  3. Justice Superman vs. Ancient Superman (1985)
  4. Counterattack! The Underground Space Choujins (1985)
  5. Hour of Triumph! Justice Superman (1985)
  6. Crisis in New York! (1986)
  7. Justice Superman vs. Soldier Superman (1986)
  8. Kinnikuman Second Generations (2001)
  9. Muscle Carrot Competition! The Great Choujin War (2002)
- La risa en vacaciones
  1. La risa en vacaciones (1990)
  2. La risa en vacaciones 2 (1990)
  3. La risa en vacaciones 3 (1992) (TV)
  4. La risa en vacaciones 4 (1994) (TV)
  5. La risa en vacaciones 5 (1994) (TV)
  6. La risa en vacaciones 6 (1995) (TV)
  7. La super risa en vacaciones 8 (1996) (TV)
  8. No se puede con la risa (1998) (V)
  9. De ladito me da risa (1998) (V)
- The Man from U.N.C.L.E.
  1. To Trap a Spy (1964)
  2. The Spy with My Face (1965)
  3. One Spy Too Many (1966)
  4. One of Our Spies is Missing (1966)
  5. The Spy in the Green Hat (1966)
  6. The Karate Killers (1967)
  7. The Helicopter Spies (1968) (TV)
  8. How to Steal the World (1968)
  9. The Return of the Man from U.N.C.L.E.: The Fifteen Years Later Affair (1983) (TV)
- Mr. Moto
  1. Think Fast, Mr. Moto (1937)
  2. Thank You, Mr. Moto (1937)
  3. Mr. Moto's Gamble (1938) (aka Mr. Moto's Diary)
  4. Mr. Moto Takes a Chance (1938)
  5. Mysterious Mr. Moto (1938)
  6. Mr. Moto's Last Warning (1939)
  7. Danger Island (1939)
  8. Mr. Moto Takes a Vacation (1939)
  9. The Return of Mr. Moto (1965)
- The Pink Panther *** (original series)
  1. The Pink Panther (1963)
  2. A Shot in the Dark (1964)
  3. Inspector Clouseau (1968)
  4. The Return of the Pink Panther (1975)
  5. The Pink Panther Strikes Again (1976)
  6. Revenge of the Pink Panther (1978)
  7. Trail of the Pink Panther (1982)
  8. Curse of the Pink Panther (1983)
  9. Son of the Pink Panther (1993)
- The Rockford Files **
  1. The Rockford Files: Backlash of the Hunter (1974) (TV)
  2. The Rockford Files: I Still Love L.A. (1994) (TV)
  3. The Rockford Files: A Blessing in Disguise (1995) (TV)
  4. The Rockford Files: If The Frame Fits (1996) (TV)
  5. The Rockford Files: Godfather Knows Best (1996) (TV)
  6. The Rockford Files: Friends and Foul Play (aka Fieldtrip to a Funeral) (1996) (TV)
  7. The Rockford Files: Punishment and Crime (aka Night Fishing) (1996) (TV)
  8. The Rockford Files: Murder and Misdemeanors (1997) (TV)
  9. The Rockford Files: If it Bleeds… It Leads (1999) (TV)
- The Saint (RKO series)
  1. The Saint in New York (1938)
  2. The Saint Strikes Back (1939)
  3. The Saint in London (1939)
  4. The Saint's Double Trouble (1940)
  5. The Saint Takes Over (1940)
  6. The Saint in Palm Springs (1941)
  7. The Saint's Vacation (1941)
  8. The Saint Meets the Tiger (1943)
  9. The Saint's Return (1953)

Note: There is also a 2-film series made in France in the 1960s and a 2-film spinoff from the TV series.
- Super Giant
  1. Super Giant (1957)
  2. Super Giant Continues (1957)
  3. Super Giant - The Mysterious Spacemen's Demonic Castle (1957)
  4. Super Giant - Earth on the Verge of Destruction (1957)
  5. Super Giant - The Artificial Satellite and the Destruction of Humanity (1957)
  6. Super Giant - The Spaceship and the Clash of the Artificial Satellite (1958)
  7. Super Giant - The Space Mutant Appears (1958)
  8. Super Giant Continues - The Devil's Incarnation (1959)
  9. Super Giant Continues - The Poison Moth Kingdom (1959)
- Torchy Blaine
  1. Smart Blonde (1937)
  2. Fly-Away Baby (1937)
  3. The Adventurous Blonde (1937)
  4. Blondes At Work (1938)
  5. Torchy Blane in Panama (1938)
  6. Torchy Gets Her Man (1938)
  7. Torchy Blane in Chinatown (1939)
  8. Torchy Runs for Mayor (1939)
  9. Torchy Plays with Dynamite (1939)
- Tomie
  1. Tomie (1999)
  2. Tomie: Another Face (1999)
  3. Tomie: Replay (2000)
  4. Tomie: Re-birth (2001)
  5. Tomie: Forbidden Fruit (2002)
  6. Tomie: Beginning  (2005)
  7. Tomie: Revenge (2005)
  8. Tomie vs Tomie (2007)
  9. Tomie Unlimited  (2011)
- Wallander (1994 series)
  1. Faceless Killers (aka Mördare utan ansikte) (1994)
  2. The Dogs of Riga (aka Hundarna i Riga) (1995)
  3. The White Lioness (aka Den Vita lejoninnan) (1996)
  4. Sidetracked (aka Villospår) (2001)
  5. The Fifth Woman (aka Den 5e kvinnan) (2002)
  6. The Man Who Smiled (aka Mannen som log) (2003)
  7. One Step Behind (aka Steget efter) (2005)
  8. Firewall (aka Brandvägg) (2006)
  9. The Pyramid (aka Pyramiden) (2007) (V)